# アエノコト
アエノコトは、石川県奥能登地方の珠洲市、輪島市、鳳珠郡能登町、同郡穴水町で古くから行われている新嘗の祭礼。「アエノコト」とは「アエ＝饗」の「コト＝祭り」を意味する。
「奥能登のあえのこと」という名称で、1977年（昭和52年）重要無形民俗文化財に指定され、2009年（平成21年）には、ユネスコの世界無形遺産に登録された。

## 概要
毎年12月4日・5日頃、農村の家々では1年間の収穫の感謝と次年度の五穀豊穣を祈願するため田の神を祭る。まず、家の床の間に男女の田の神を表すため種もみの俵を二つ据え付け、それぞれ二股大根と箸を前に置いて祭壇を作る。そのあと、家の主人は紋付袴の正装で家の苗代田に向かい、夜の場合は提灯を持って田の神を家に案内する。田の神は姿が見えないので、あたかも目の前に神がいるように演じるのである。
家族全員が迎える中、主人は田の神を家に誘い、炉端で休息させたあと風呂に入れて祭壇に招き、小豆飯、ハチメ（魚）、大根、里芋などを二膳と甘酒の入った徳利二本を捧げる。このとき主人は、膳の内容を一つ一つ丁寧に説明し、おおよそ一時間後神が食したと見て、お下がりとして家族で膳の物を食べる。
神はそのまま年を越すとされ、翌年の2月9日、主人が元の田へ送り出して鍬を田に入れる。
神が一般の社会に降臨する形式の祭礼で、秋田県のなまはげ・沖縄県石垣島のマユンガナシと同形式であるが、ここでは神が目に見えぬ形で表されていることと、主人が神がいるように一人芝居を演じることが特徴である。

### 無形文化遺産登録による変化
上記にあるように家長が紋付き袴の正装をして神を迎える映像が知られるが、無形文化遺産登録以前は屋内においてはせいぜい背広で、屋外においては野良仕事用の作業着（ツナギやジャージ）で行うのが一般的であった。しかし、無形文化遺産登録後、最初の年の祭事に多くの報道陣が集まることとなったため、演出として正装する家が増えた。
また、田の神へのお供え物もご飯ではなくパンであったり、フライやソテー、デザートとしてバナナやキウイを奉げる家庭もあったが、報道を見て日本の伝統行事であるからとの批判があり、改める傾向にある。

### 能登半島地震をうけ
能登半島地震 (2024年)により、アエノコトを行ってきた農家の家屋や田圃が被災し、2024年（令和6年）の作付けが出来ない可能性が高まり、収穫を寿ぐアエノコトの実施も危ぶまれたり、農家が避難し被災地を離れ戻らず耕作放棄地となり、結果としてアエノコトを継承する農家が減る可能性が危惧される。また、現地に残留する農家の中には、対外性を意識せずひっそりと個人で行う形式に戻すことを考えたり、農業法人へ委任や地域コミュニティでの祭事として残すことなども検討されている。